# Мошенники (фильм, 2002)
«Мошенники» (англ. Serving Sara) — американская кинокомедия, другое название фильма — «Мошенники, или развод по-американски».

## Сюжет
Гордон и Сара Мур — не совсем обычная супружеская пара. Сара — типичная англичанка, Гордон — типичный техасец. Благодаря совместным усилиям их скотоводческое ранчо приносит огромные доходы. Прощаясь с мужем в аэропорту и садясь в самолёт, направляющийся в Нью-Йорк, Сара и подумать не могла, какой сюрприз приготовил ей благоверный. В его жизни появилась другая женщина, и он хочет развестись. Для выгодного для него рассмотрения дела в суде он через своего юриста нанимает судебного исполнителя Джо Тайлера для вручения повестки жене. Тому удаётся это сделать, но она, поняв выгоды от того, в каком штате будет проходить бракоразводный процесс, убеждает его перейти на её сторону и вручить повестку её мужу. Ситуация осложняется привлечением Гордоном к защите своих интересов громилы охранника, а также интригами другого судебного исполнителя.

## В ролях
| Актёр                 | Роль                   |
| --------------------- | ---------------------- |
| Мэттью Перри          | Джо Тайлер             |
| Элизабет Хёрли        | Сара Мур               |
| Винсент Пасторе       | Тони                   |
| Брюс Кэмпбелл         | Гордон Мур муж Сары    |
| Седрик «Развлекатель» | Рей Харрис босс Джо    |
| Эми Адамс             | Кейт любовница Гордона |
| Терри Крюс            | Вернон                 |
| Джерри Стиллер        | Милтон полицейский     |
| Маршалл Белл          | Уоррен Кеброн          |
| Джо Витерелли         | «Большой Чарли»        |
| Дерек Саузерс         | вышибала               |